# Geräuschspannungsabstand
Der dimensionslose Geräuschspannungsabstand, Formelzeichen Dg, ist eine der wichtigsten elektroakustischen Eigenschaften eines Übertragungssystems für akustische Signale. Er ist das Verhältnis zwischen Geräusch- und Nutzspannung, wird in logarithmischem Maßstab ermittelt und in dB angegeben:
{\displaystyle D_{\mathrm {g} }=20\cdot \lg \ {\frac {U_{\mathrm {g} }}{U_{\mathrm {n} }}}}.
Dabei bedeuten:
Ug = Geräuschspannung (z. B. in Volt)
Un = Nutzspannung (z. B. in Volt) als Bezugswert
Die Messung der Geräuschspannung erfolgt über ein Bewertungsfilter, das der Frequenzabhängigkeit der Ohrempfindlichkeit angepasst ist (siehe Kurven gleicher Lautstärkepegel) und sich je nach Übertragungssystem (Rundfunk oder Telefon) unterscheidet.
Die im mittleren Frequenzbereich mit linearem Bewertungsfilter gemessene Spannung einer Störspannung heißt Fremdspannung; siehe auch Fremdspannungsabstand.